# Вавилин, Дмитрий Александрович
Дмитрий Александрович Вавилин (род. 28 ноября 1981, Ульяновск, Ульяновская область, РСФСР, СССР) — российский государственный деятель. Глава города Ульяновска с 20 августа 2021 по 30 ноября 2022 года. В 2016—2021 годы занимал должность министра промышленности, строительства, жилищно-коммунального комплекса и транспорта Ульяновской области. Действительный государственный советник Ульяновской области I класса.

## Биография
Родился 28 ноября 1981 года в Ульяновске.
В 2003 году окончил первое высшее образование — машиностроительный факультет Ульяновского государственного технического университета, специальность — «Автомобилестроение».
В 2007 году окончил получение второго высшего образования, в Ульяновской государственной сельскохозяйственной академии, специальность — «Финансы и кредит».
Трудовую карьеру начинал с должности инженера на Ульяновском автомобильном заводе.

## Государственная и муниципальная служба
В 2006 году Дмитрий Вавилин получил должность главного специалиста в комитете по транспорту и дорожному хозяйству Ульяновской области.
В 2007 году он был назначен руководителем отдела развития транспортного комплекса Министерства транспорта и дорожного хозяйства Ульяновской области.
В 2011 году Вавилин получил пост заместителя министра промышленности и транспорта Ульяновской области. Курировал в этой должности вопросы информатизации.
В 2013 году получил пост заместителя министра строительства, жилищно-коммунального комплекса и транспорта Ульяновской области. Курировал в этой должности вопросы финансов и экономики.
В 2016 году Дмитрий Вавилин занял должность министра промышленности, строительства, жилищно-коммунального комплекса и транспорта Ульяновской области.
В сентябре 2018 года в правительстве Ульяновской области произошел ряд важных перестановок, по результатам которых Вавилин, несмотря на постоянную критику своей деятельности, сохранил пост, который теперь получил название министра промышленности и транспорта.
2 сентября 2020 года Дмитрий Вавилин был назначен первым заместителем главы города Ульяновска. Своё решение глава города, Сергей Панчин, обосновал встречей с губернатором Сергеем Морозовым, членами правительства Ульяновской области и членами администрации города, на котором была отмечена необходимость «в новых профессиональных кадрах».
15 июня 2021 года глава Ульяновска, Сергей Панчин, сложил свои полномочия. Его место занял Дмитрий Вавилин в статусе исполняющего обязанности.
20 августа 2021 года состоялось собрание депутатов Городской думы города Ульяновска, во время которого Дмитрия Вавилина утвердили в должности главы города Ульяновска. Конкуренцию на голосовании ему составили государственный служащий Алексей Егоров, индивидуальный предприниматель, а также производитель работ в администрации ООО «Автомост-Поволжье» Сергей Кочергин. В поддержку Дмитрия Вавилина было подано 29 голосов депутатов.
28 ноября 2022 года Дмитрий Вавилин написал заявление об увольнении с должности главы города Ульяновска по собственному желанию. Временно исполняющим обязанности главы города стал Дмитрий Зверев.
С 1 декабря 2022 года — заместитель директора Ульяновского приборостроительного завода «Утёс».
В октябре 2023 года против Вавилина было возбуждено уголовное дело выписавшего себе завышенную на 300 тысяч рублей премию.

## Критика
В должности министра промышленности, строительства и ЖКХ Ульяновской области Вавилин неоднократно подвергался критике. Уже вскоре после его назначения в ноябре 2016 года резкой критике подвергся доклад, который Вавилин делал при вступлении в должность. Председатель комитета по строительству, промышленности, транспорту и дорожному хозяйству Законодательного собрания Ульяновской области Алсу Садретдинова охарактеризовала доклад Дмитрия Вавилина как «расплывчатый». Также, по ее мнению, министр не смог отразить в бюджете приоритеты строительной сферы Ульяновской области, а также то, куда она движется. Также доклад встретил широкую критику от губернатора региона, Сергея Морозова. В проекте бюджета, который подготовил Вавилин, губернатор области не нашел перечня дорог, которые нуждаются в ремонте в грядущем году, конкретного рабочего плана действий по вопросу переселения людей из ветхого и аварийного жилья, обозначения строительных площадок для возведения нового жилья для переселенцев из ветхого жилого фонда, также нет решения по канализации Барыша, а также не было заложено финансирование под специальную программу «Губернаторская ипотека».
В должности мэра Ульяновска в декабре 2021 года получил критику в связи с срывом ввода в эксплуатацию коллектора в Железнодорожном районе города, а также из-за плохой уборки снега на улицах города в зимнее время.

## Собственность и доходы
Семья Дмитрия Вавилина вошла в «топ-10 самых богатых семей ульяновских чиновников», который ведет портал ulgrad.ru. Она расположилась на десятой строчке рейтинга с суммарным доходом 2 536 590,18 рублей. По результатам декларации за 2019 год Дмитрий Вавилин имел совокупный доход 2 686 669,12 руб., его супруга имела доход 980 360,28 руб. В собственности значится земельный участок общей площадью 1944 кв. м, жилой дом общей площадью 191.1 кв. м (находятся в совместной долевой собственности с супругой), личная квартира общей площадью  64.1 кв. м. В собственности у ребенка Вавилина имеется 1/2 квартиры площадью 52 кв. м. За главой города записан личный автомобиль марки Infiniti QX60.

## Личная жизнь
Дмитрий Вавилин женат. Воспитывает четверых детей.